# Pinzberg
Pinzberg là một đô thị thuộc huyện Forchheim trong bang Bayern nước Đức. Đô thị Pinzberg có diện tích 13,33 km², dân số thời điểm 31 tháng 12 năm 2006 là 1931 người.
Đô thị này gồm các làng: Dobenreuth, Gosberg, Pinzberg, Elsenberg